# Влохи (Келецький повіт)
Влохи (пол. Włochy) — село в Польщі, у гміні Нова Слупя Келецького повіту Свентокшиського воєводства.
Населення — 236 осіб (2011).
У 1975-1998 роках село належало до Келецького воєводства.

## Демографія
Демографічна структура на день 31 березня 2011 року:
|          | Загалом | Допрацездатний вік | Працездатний вік | Постпрацездатний вік |
| -------- | ------- | ------------------ | ---------------- | -------------------- |
| Чоловіки | 121     | 31                 | 73               | 17                   |
| Жінки    | 115     | 14                 | 65               | 36                   |
| Разом    | 236     | 45                 | 138              | 53                   |